# Урбаністика

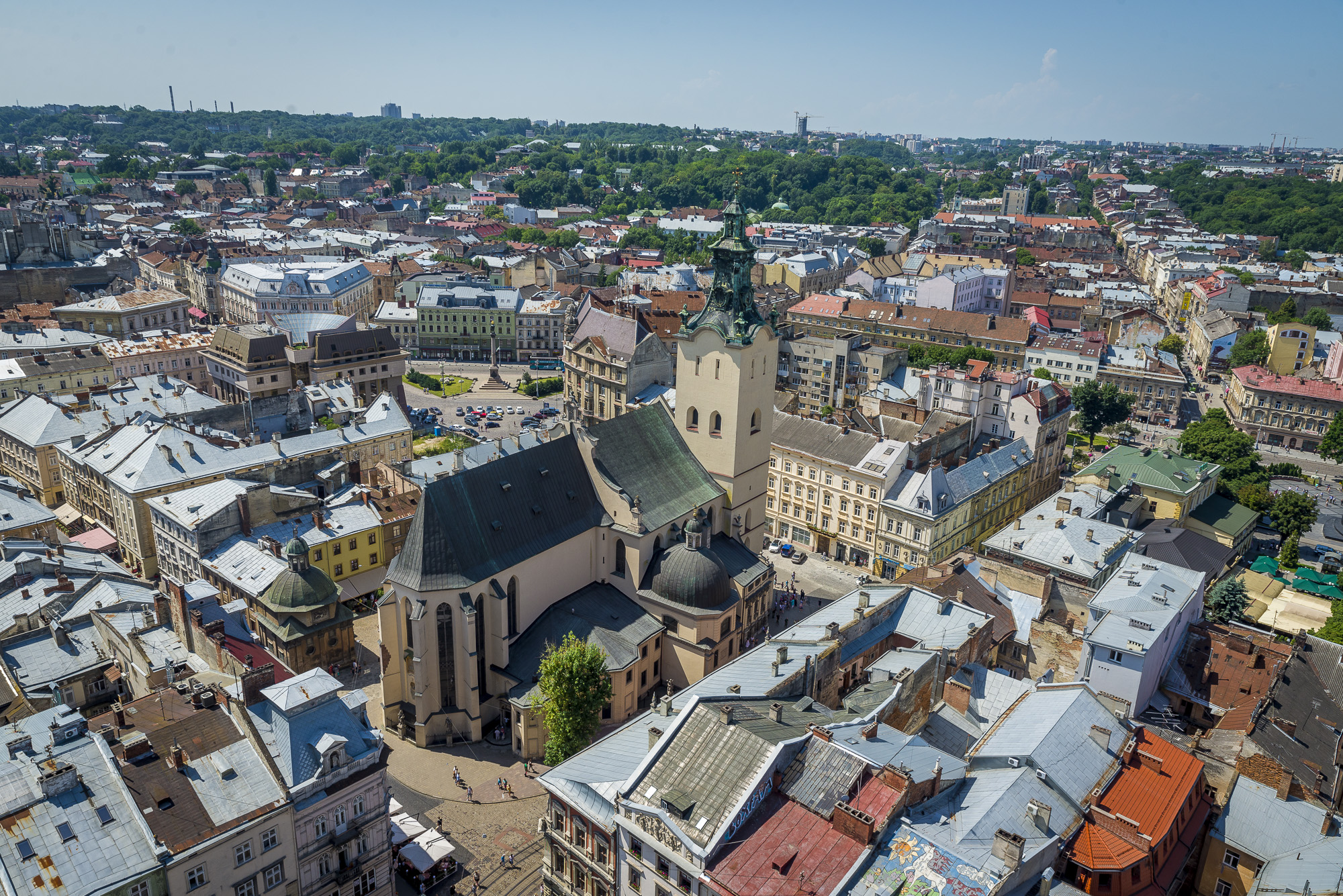
Львів, Україна

Урбаністика — наука, що вивчає розвиток міст з різних точок зору, включаючи архітектурну, соціально-економічну, екологічну та політичну перспективи. Основою урбаністики є аналіз історії розвитку міста з архітектурного погляду, вплив міського дизайну на розвиток громади та взаємодії людей з їх фізичним середовищем. Урбаністичні дослідження допомагають зрозуміти людські цінності, розвиток та взаємодію, які вони мають із їхнім фізичним середовищем.  Ця сфера науки походить насамперед із Сполученого Королівства та Сполучених Штатів, і поширилася на увесь світ.

## Історія

Токіо, Японія

Дослідження міст кардинально змінилося з 1800-х років, так з'явилися нові методи аналізу направлені на розвиток міських територій. Перші програми коледжів були створені для спостереження за тим, як міста розвивалися на основі антропологічних досліджень громади в гетто.  У середині 1900-х містобудівні програми розширилися за межі простого спостереження за сучасними та історичними впливами дизайну міста та почали вивчати, як ці проєкти впливали на майбутню взаємодію людей та як покращити розвиток міста за рахунок архітектури, відкритих просторів, взаємодій людей. та різних типів капіталу, який утворює спільноту. 
Міська історія відіграє важливу роль у цій галузі дослідження, оскільки вона проливає світло на те, як міста розвивалися раніше.  Історія відіграє велику роль у визначенні того, як зміниться місто в майбутньому. Такі області постійно змінюються в рамках великих процесів і створюють нові історії, які дослідники вивчають як на масштабному, так і на індивідуальному рівнях. 
Загалом три різні теми  :7 вплинули на те, як дослідники вивчають міські райони: 
1. Просторові структури: відображають, як місто фізично організоване
2. Процеси, що підтримують просторову структуру: запитання - як функціонує структура міста
3. Нормативний аналіз: створити ідеї, підкріплені фактами для просування кращих методів містобудування

Науковці також досліджували, як розвивалися міста за межами Великої Британії та США, але лише в обмеженому ступені. Раніше міська історія зосереджувалась переважно на тому, як розвивалися європейські та американські міста з часом, замість того, щоб зосереджуватися на тому, як розвивалися неєвропейські міста.  Додаткові географічні райони, що досліджуються в цій галузі, включають Південну Африку,  Австралію,  Латинську Америку та Індію.  Це змінюється, оскільки проводиться більше досліджень у країнах, що розвиваються, що призводить до більш контекстуального розвитку міст та інфраструктури в різних частинах світу.  
Расова сегрегація міських жителів у США зіграла важливу роль у розвитку цієї галузі. У 1959 році з метою вивчення сегрегації за місцем проживання та підтримки постраждалих громад був створений, Спільний центр містобудівних досліджень Гарвард-МІТ.  Зовсім недавно дослідження, пов’язані з расовим та міським життям, почали зосереджуватися на етнографічних методах, щоб вивчити, як люди жили у відношенні до міста та відповідної системи в цілому. 
Ізраїль Зангвілл написав одну з перших книг про гетто у Європі та про те, як вони вплинули на єврейських дітей, які були нащадками первісних жителів, Діти гетто  (1892), він також написав дві інші книги про європейські гетто. Луїс Вірт був наступним вченим, який писав про гетто, він писав про них з соціологічної точки зору.  Луїс Вірт і Робертс Езра Парк також стали першими соціологами, які опублікували роботи про мікрорайони іммігрантів в Америці з пропозиціями щодо їх майбутнього дизайну.  Робертс Езра Парк був учнем Джорджа Зіммеля, який вивчав "Чорний пояс" у Чикаго.  Інші відомі вчені, які вивчали сегрегацію, американські гетто та збіднілі околиці це: Ду Боа (1903),  Хейнс (1913),  Джонсон (1943),  Горацій Кейтон (1944),  Кеннет Кларк (1965),  Вільям Джуліус Вілсон (1987).  

## Напрями досліджень
Це поле є міждисциплінарним, оскільки використовує теорії з різних академічних сфер та досліджує їх у міському контексті.  Велика різноманітність наукових напрямків стосується міського середовища як місця, яке можна вивчати, а тому там проводяться дослідження в таких сферах таких як екологія, економіка, географія, охорона здоров'я та соціологія.  Однак, науковці в цій галузі досліджують, саме конкретні елементи та їх вплив на те, як функціонує місто, наприклад, як зміниться житло  та транспорт . Крім того, дослідники також вивчають, як жителі взаємодіють в місті, наприклад, як расові  і статеві  відмінності призводять до соціальної нерівності в міських районах.  
Сучасна українська урбаністика фокусується на дослідженні міст, відповідальному громадянстві, повоєнній відбудові, інклюзивності та інноваціях. Вона прагне до створення комфортних, безпечних та екологічних міст, де люди з різними потребами мають доступ до якісного публічного простору. 
Українські урбаністи активно співпрацюють з міжнародними фахівцями, впроваджуючи нові технології та адаптуючи передовий досвід до локальних умов.

## Критика
У США расовий чинник  сильно впливав на місце життя афроамериканців. Рухи «Чорної сили», а особливо Координаційний комітет з ненасильницької діяльності студентів, критикували те, як Спільний центр містобудівних досліджень Гарвард-MIT досліджував афро-американське міське населення, але не розумів потреб громади. 
Однією зі складностей урбаністики є терміни, а саме з вживання у сфері урбаністики, та поза нею. Дослідникам  складно навіть точно визначити основні терміни, наприклад, що таке місто, через те, як змінюються ролі міст.  Дослідники повинні бути обережними, коли вони описують міські райони, оскільки їх роботою можна маніпулювати, щоб просувати конкретне місто. 